# Ingrid Bruzelius
Ingrid Bruzelius, född Hoffmeyer den 30 september 1908  i Fredericia i Danmark, död 23 juni 1984 i Lund, var en dansk-svensk språkvetare.
Ingrid Bruzelius var lektor i danska vid Lunds universitet.
Ingrid Bruzelius gifte sig 1938 med juristen Anders Bruzelius. Paret fick barnen Karin Maria Bruzelius, Lars Bruzelius och Nils Bruzelius. Makarna är gravsatta på Norra kyrkogården i Lund.